# Mesalges hirsutus
Espèce
Mesalges hirsutus est une espèce d'acariens des plumes. C'est un parasite des oiseaux que l'on trouve chez plusieurs espèces de perroquets et chez l'Hirondelle des Mascareignes à Madagascar,.